# Schizoptera bispina
Schizoptera bispina är en insektsart som beskrevs av Mcatee och Malloch 1925. Schizoptera bispina ingår i släktet Schizoptera och familjen Schizopteridae. Inga underarter finns listade i Catalogue of Life.